# Fran Amado
Francisco Javier Amado Gutiérrez (Algeciras (Cádiz), España, 1 de junio de 1984) es un futbolista español. Juega de delantero y su equipo actual es el Orihuela Club de Fútbol.

## Trayectoria
El jugador, natural de Algeciras (Cádiz) y que había militado anteriormente en el Benidorm alicantino y en el Baza granadino, bajó su rendimiento en los dos siguientes años -donde anotó 10 goles en total-. Fran Amado llegó en 2008 al Ceuta y marcó en su primera campaña 16 goles, a pesar de haber estado dos meses sin jugar como consecuencia de una hepatitis.
En julio de 2010 y tras haber antes firmado por el Elche CF, el Albacete Balompié ha llegado a un acuerdo con el jugador Francisco Javier Amado Gutiérrez “Fran Amado” para que se incorpore a la disciplina del Albacete hasta junio de 2012.
En diciembre de 2012 el delantero llegó a un acuerdo con los dirigentes del Orihuela para defender la camiseta amarilla hasta el final de la temporada. En el pasado curso disputó con el cuadro escorpión 10 partidos.Fue despedido del Orihuela C.F.

## Clubes
| Club                      | País   | Año       |
| ------------------------- | ------ | --------- |
| Algeciras CF              | España | 2005-2006 |
| Benidorm CD               | España | 2006-2007 |
| Club Deportivo Baza       | España | 2007-2008 |
| AD Ceuta                  | España | 2008-2010 |
| Albacete Balompié         | España | 2010      |
| Pontevedra Club de Fútbol | España | 2011      |
| Polideportivo Ejido       | España | 2011-     |
| Club Atlético de Ceuta    | España | 2012      |
| Orihuela Club de Fútbol   | España | 2012-     |